# Coryphantha ramillosa
Coryphantha ramillosa es una especie de planta suculenta perteneciente al género Coryphantha, dentro de la familia Cactaceae. Se distribuye desde el suroeste de Texas hasta el noreste de México (concretamente en los estados mexicanos de Chihuahua y Coahuila).

## Descripción

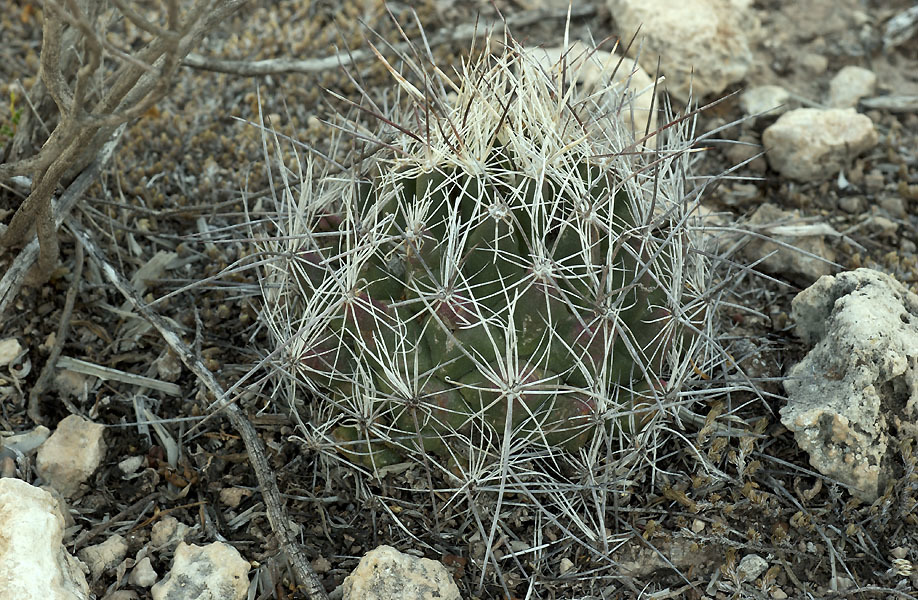
Porte de la planta

Coryphantha ramillosa es una especie de cactus pequeña que aunque normalmente crece de forma solitaria, a veces se ramifica desde la base y forma grupos de hasta 25 tallos o más. Tiene aspecto erizado o peludo y a menudo se confunde con Pelecyphora macromeris. Los tallos van de hemisféricos o esféricos a ampliamente obovoides y a menudo tienen los ápices aplanados o deprimidos, con raíces pivotantes difusas. Tienen la epidermis de color hierba a verde grisáceo oscuro y miden de 1 a 9 cm de alto, con diámetros de 3 a 10 cm.
Los tallos están cubiertos de tubérculos cónicos, firmes y ascendentes. Miden de 0,6 a 2 cm de largo y de 6 a 9 (o más) cm de ancho. Están surcados y generalmente no presentan glándulas de néctar.
En la punta de los tubérculos se asientan areolas que aunque inicialmente miden unos 3 mm de diámetro y están cubiertas de lana blanca, con el tiempo se vuelven lineales y se extienden de 8 a 20 mm a modo de surcos, llegando incluso hasta la axila de los tubérculos. Las espinas ocultan parcialmente el tallo, y se distinguen de 3 a 6 espinas centrales erectas o extendidas que van de rectas a ligeramente curvadas. Son gruesas y aciculares, peludas o retorcidas y miden de 1,7 a 4,3 cm de largo. De entre ellas, se distingue 1 espina central principal recta, de color blanquecino a marrón oscuro con la base bulbosa y dorada, notablemente saliente. También destacan de 2 a 3 espinas centrales presionadas hacia arriba en patrón de "pata de pájaro", más largas y de color blanquecino, grisáceo o marrón oscuro.
En el caso de las espinas radiales, encontramos de 9 a 20 espinas blanquecinas o grisáceas glaucas, a veces moteadas de negro, usualmente rectas y en ocasiones curvas o retorcidas. A menudo son aplanadas y aparecen irradiadas como radios de 1 a 3,5 cm de largo.

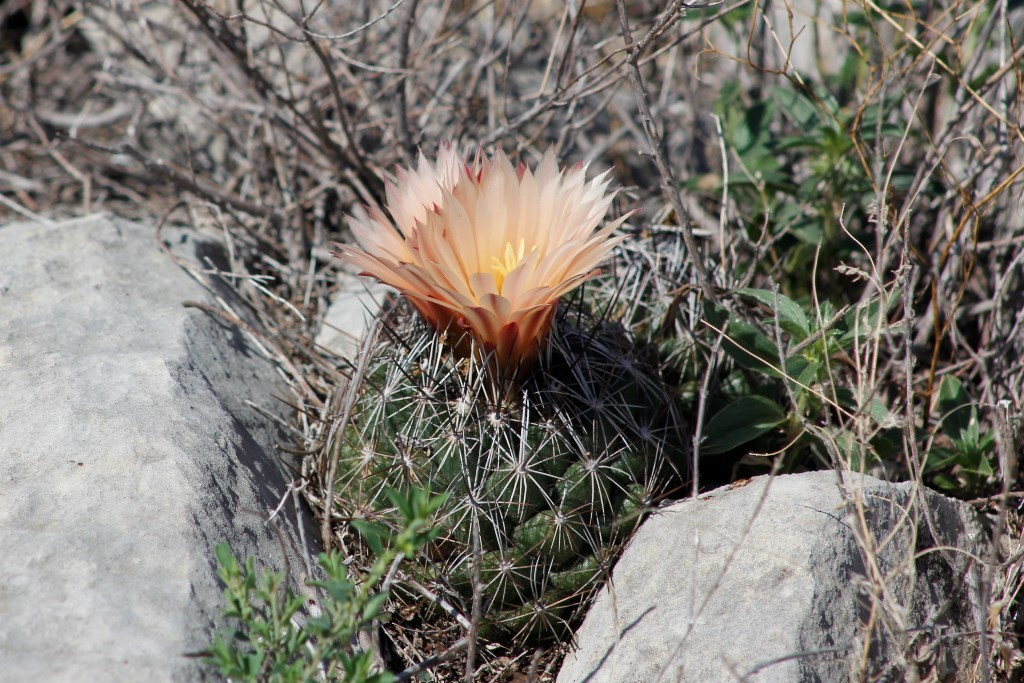
Planta en flor de distinta variedad

Las flores aparecen cerca del ápice de los tallos, tienen forma de embudo y su color varía de rosa pálido a púrpura rosado profundo con una franja central más oscura y brillante. Miden de 3,5 a 6,5 cm de largo y de 3 a 5 cm de diámetro. Tienen los filamentos cortos y de color blanco, con las anteras de color amarillo pálido a naranja. El estilo y los lóbulos del estigma son de color blanco y se abren durante la mañana. La planta florece en verano y su período de floración aumenta cuanto mayor es la precipitación.

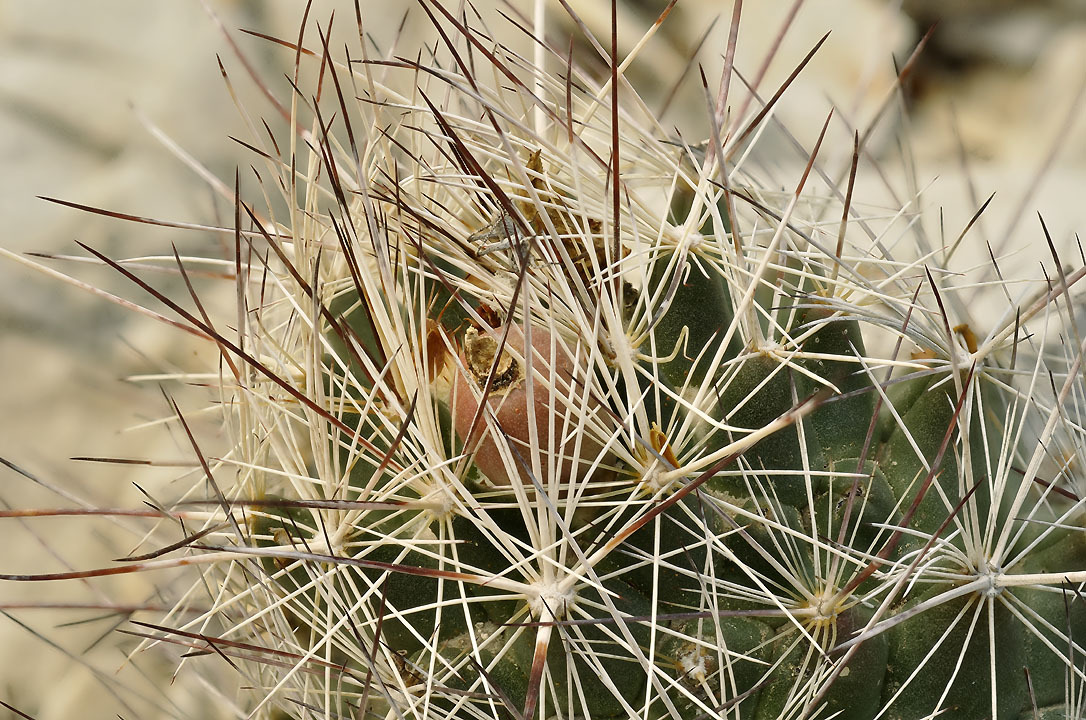
Detalle del fruto

Los frutos son muy carnosos y redondeados. Son de color pálido a verde oscuro a verde grisáceo claro y miden hasta 2,1 cm de largo.

## Distribución y hábitat
El área de distribución nativa de esta especie abarca desde el suroeste de Texas hasta el noreste de México (concretamente en los estados mexicanos de Chihuahua y Coahuila). Crece principalmente en biomas desérticos o de matorral seco, a elevaciones de 110 a 1050 metros sobre el nivel del mar.
Se desarrollan sobre suelos calcáreos, en laderas rocosas desnudas, taludes o pedregales, así como cornisas y planicies de grava. Además, en la misma zona es posible encontrar otras especies de suculentas como Euphorbia antisyphilitica, Fouquieria splendens, Jatropha dioica o Larrea tridentata.

## Taxonomía
Coryphantha ramillosa fue descrita por el botánico estadounidense Ladislaus Cutak y publicada por primera vez en la revista científica Cactus and Succulent Journal 14 (12): 164, f. 96 en 1942.
Etimología
- Coryphantha: nombre genérico que deriva del griego coryphe (que significa 'cima' o 'cabeza'), y anthos (que significa 'flor'), haciendo referencia a que las flores aparecen en el ápice de los tallos.
- ramillosa: epíteto específico que deriva del diminutivo del sustantivo latino ramus (que significa 'rama') y -osus (que significa 'lleno'), haciendo referencia a que las espinas de la especie se disponen en el tallo como si fuesen pequeños haces de ramitas.[7]

### Subespecies
Actualmente se distinguen dos subespecies:
| Imagen | Subespecie                                             | Descripción                                   | Distribución      |
| ------ | ------------------------------------------------------ | --------------------------------------------- | ----------------- |
|        | Coryphantha ramillosa subsp. ramillosa                 | Flores de color rosa pálido a morado intenso. | Noreste de México |
|        | Coryphantha ramillosa subsp. santarosa Dicht & A.Lüthy | Flores de color amarillo.                     | Noreste de México |

## Estado de conservación
En la Lista Roja de Especies Amenazadas de la UICN, la especie está clasificada como de “Preocupación Menor (LC)”.
No se conocen amenazas importantes para la conservación de esta especie, aunque algunas poblaciones se están reduciendo debido a la recolección ilegal y al avance del desarrollo urbanístico.

## Usos
Se cultiva principalmente como planta ornamental y su propagación se realiza a través de semillas.
Se desarrolla mejor en sombra parcial, pero también a pleno sol. Es sensible al exceso de riego (propenso a la pudrición), por lo que hay que cultivarlo en un sustrato con buen drenaje. Además, tolera temperaturas relativamente bajas siempre que se mantenga seco (resiste hasta -12 °C por periodos cortos).